# Municipio Nuovo (Lipsia)

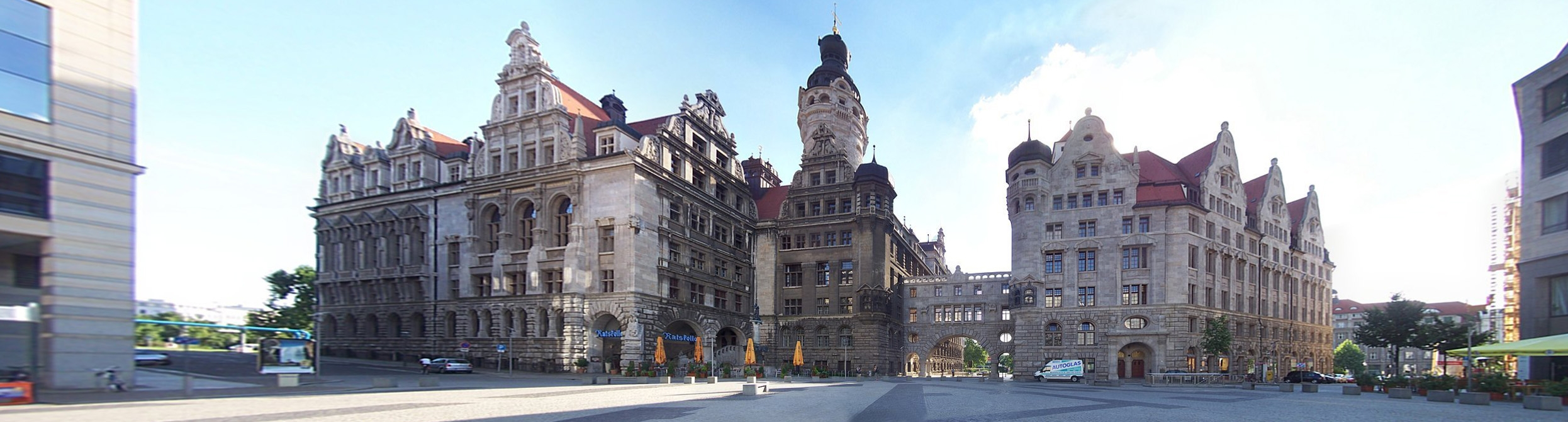
Municipio Nuovo e Stadthaus (a destra) da Burgplatz (2008)

Il Municipio Nuovo, in tedesco Neues Rathaus, è il palazzo municipale della città tedesca di Lipsia.
Posto al limite sud-occidentale del centro storico e al Promenadenring, sul luogo ove sorgeva la fortezza della Pleißenburg, fu eretto dal 1899 al 1905 su progetto di Hugo Licht, per sostituire il vecchio municipio cittadino divenuto insufficiente alle necessità.
Il Municipio Nuovo fu costruito in uno stile eclettico con elementi rinascimentali e barocchi e influssi liberty; l’edificio, di carattere monumentale, è sormontato da una torre alta 114,7 metri chi è la più alta della Germania ed è uno dei simboli della città. Può essere scalato come parte di una visita guidata.
L'insieme di edifici costituito dal municipio (Martin-Luther-Ring 4-6) e dal municipio associato (chiamato Stadthaus, Burgplatz 1) dispone di un totale di 1.708 stanze autonome su una superficie netta di circa 65.870 m². Il più grande nuovo edificio del municipio nell'impero tedesco all'epoca è ancora oggi il più grande edificio secolare del suo genere al mondo.

## Storia
Già negli anni '70 dell'Ottocento ci furono le prime considerazioni sull'assegnazione di una nuova sede all'amministrazione cittadina ospitata nel Municipio della Città Vecchia, che avrebbe dovuto rendere giustizia alla crescente importanza di Lipsia, diventata una grande città. Nel 1895, dopo che diversi piani furono demoliti, la città acquisì il Castello di Pleissenburg dal Regno di Sassonia. L'Università di Lipsia aprì un osservatorio nella torre nel 1794, che fu trasferito nella Johannistal nel 1861 dopo che non poteva più servire allo scopo previsto a causa del denso sviluppo.
Al concorso, a cui hanno preso parte 51 architetti provenienti da tutto il Reich, è stato stabilito che la sagoma della torre del castello di Pleissenburg dovesse essere mantenuta come un noto punto di riferimento di Lipsia. Nel 1897, il primo premio della gara, in cui i partecipanti presentavano i loro progetti in forma anonima, andò all'architetto e direttore dell'urbanistica di Lipsia Hugo Licht. Lo scultore Georg Wrba è stato incaricato del progetto scultoreo del nuovo municipio.
La prima pietra fu posta il 19 ottobre 1899. Dopo quasi sei anni di costruzione, il 7 ottobre 1905 fu inaugurato il Nuovo Municipio, alla presenza del re sassone Federico Augusto III consegnato al suo destino. Nel 1912, dall'altra parte della Lotterstrasse, fu aperta la Stadthaus con altre 300 stanze. L'ampliamento, anch'esso realizzato sotto la direzione di Hugo Licht, è collegato al Municipio Nuovo da un ponte di edifici a due piani (popolarmente noto come percorso di carriera ufficiale).
Il Municipio Nuovo è nota come luogo di numerosi suicidi durante gli ultimi giorni del Terzo Reich. La distruzione causata dai raid aerei su Lipsia nella seconda guerra mondiale fu eliminata nel 1949.

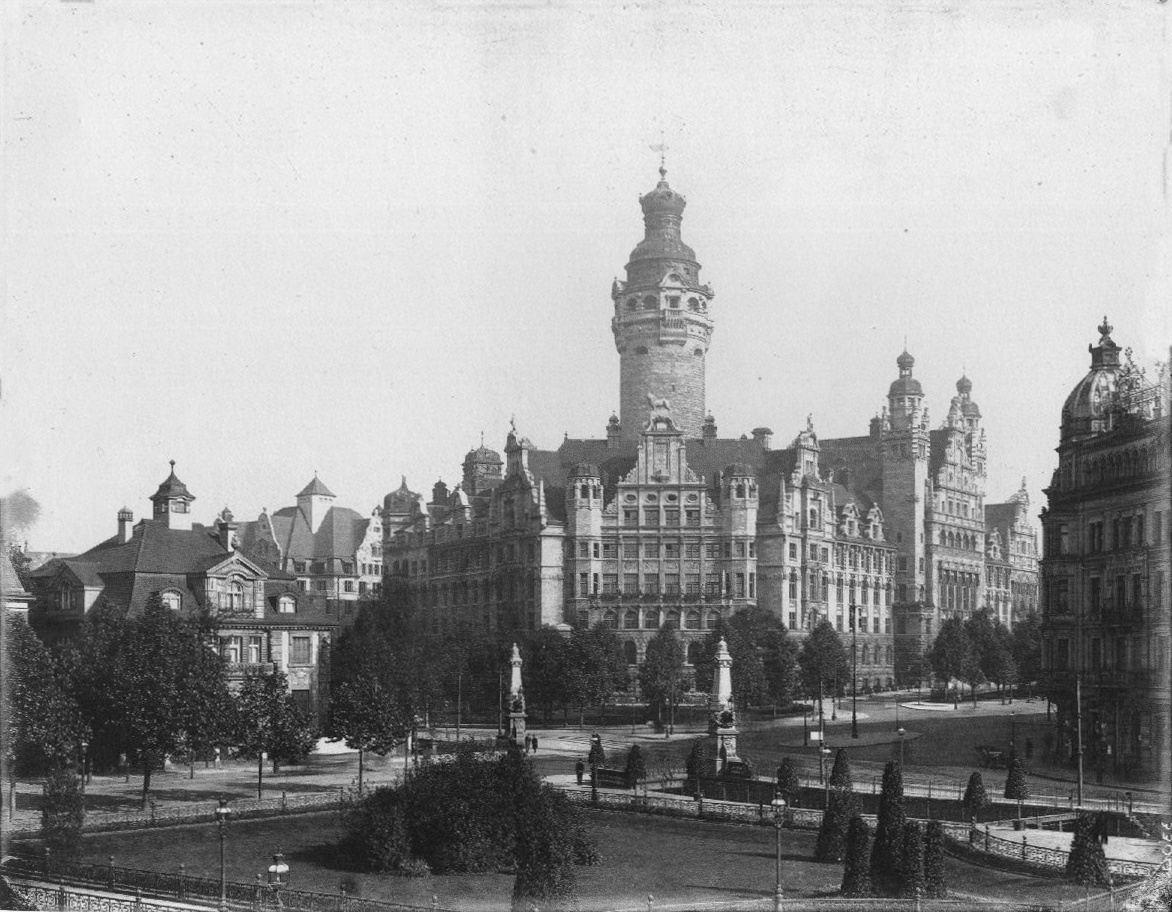
Vista sud-ovest dopo il 1905
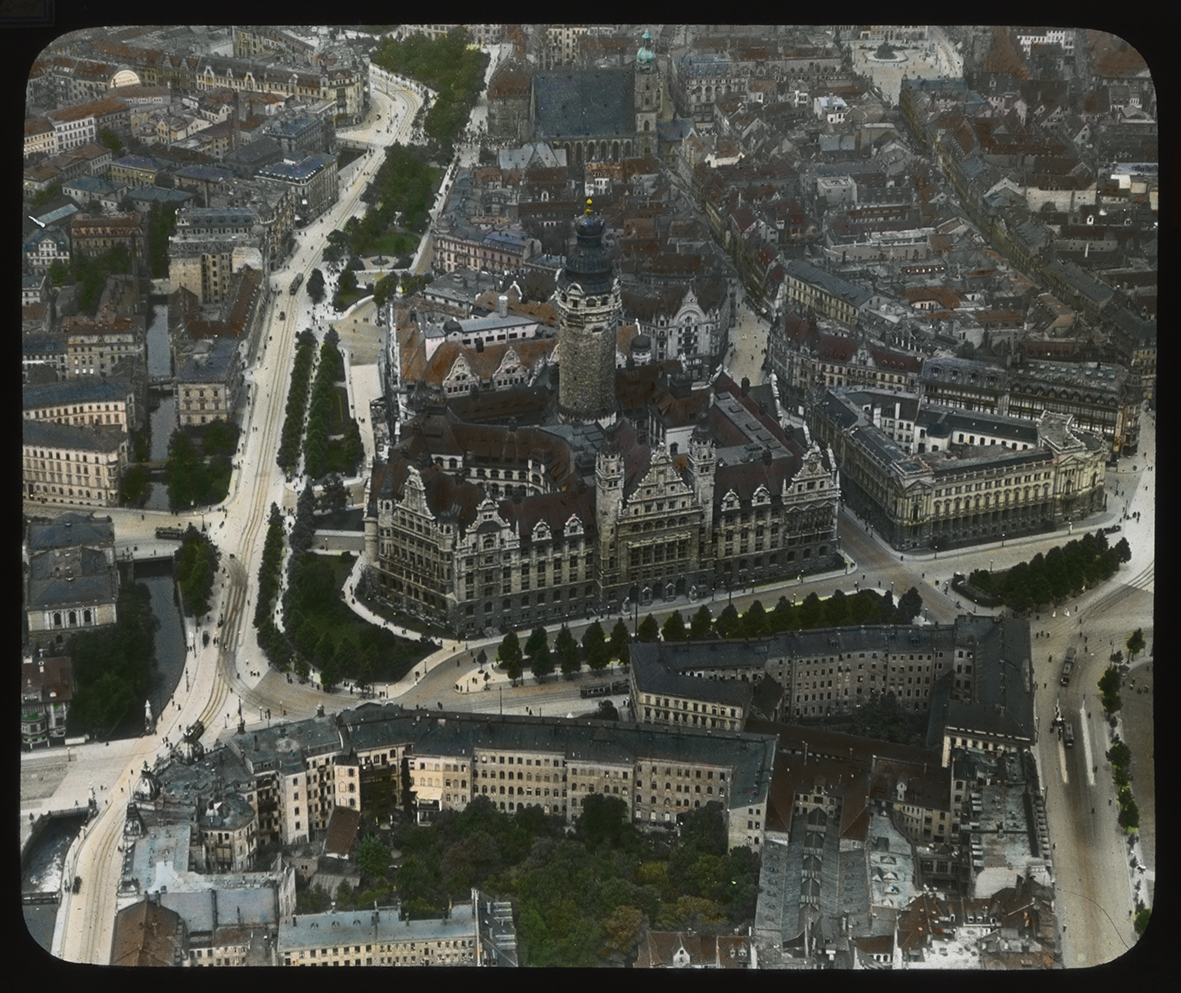
Foto aerea intorno al 1910 (vetrino colorato)
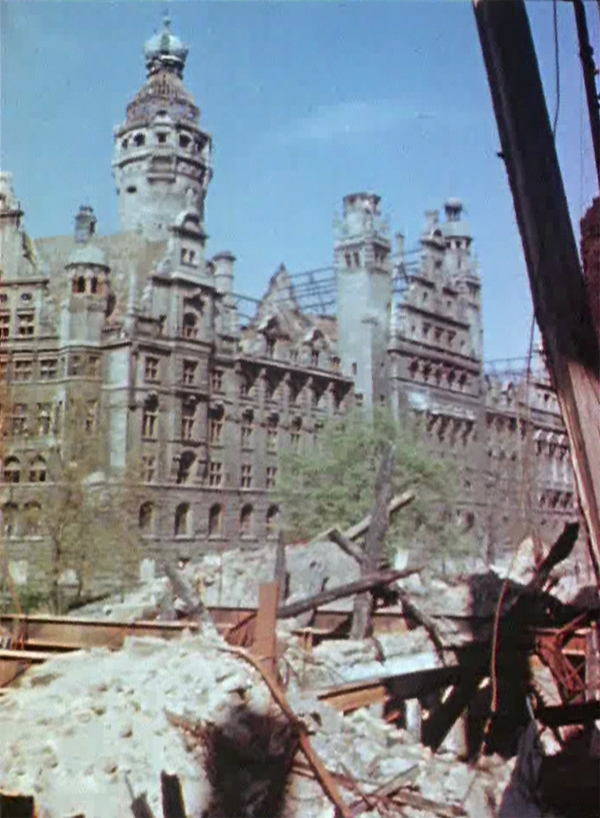
Danni di guerra (20 aprile 1945)
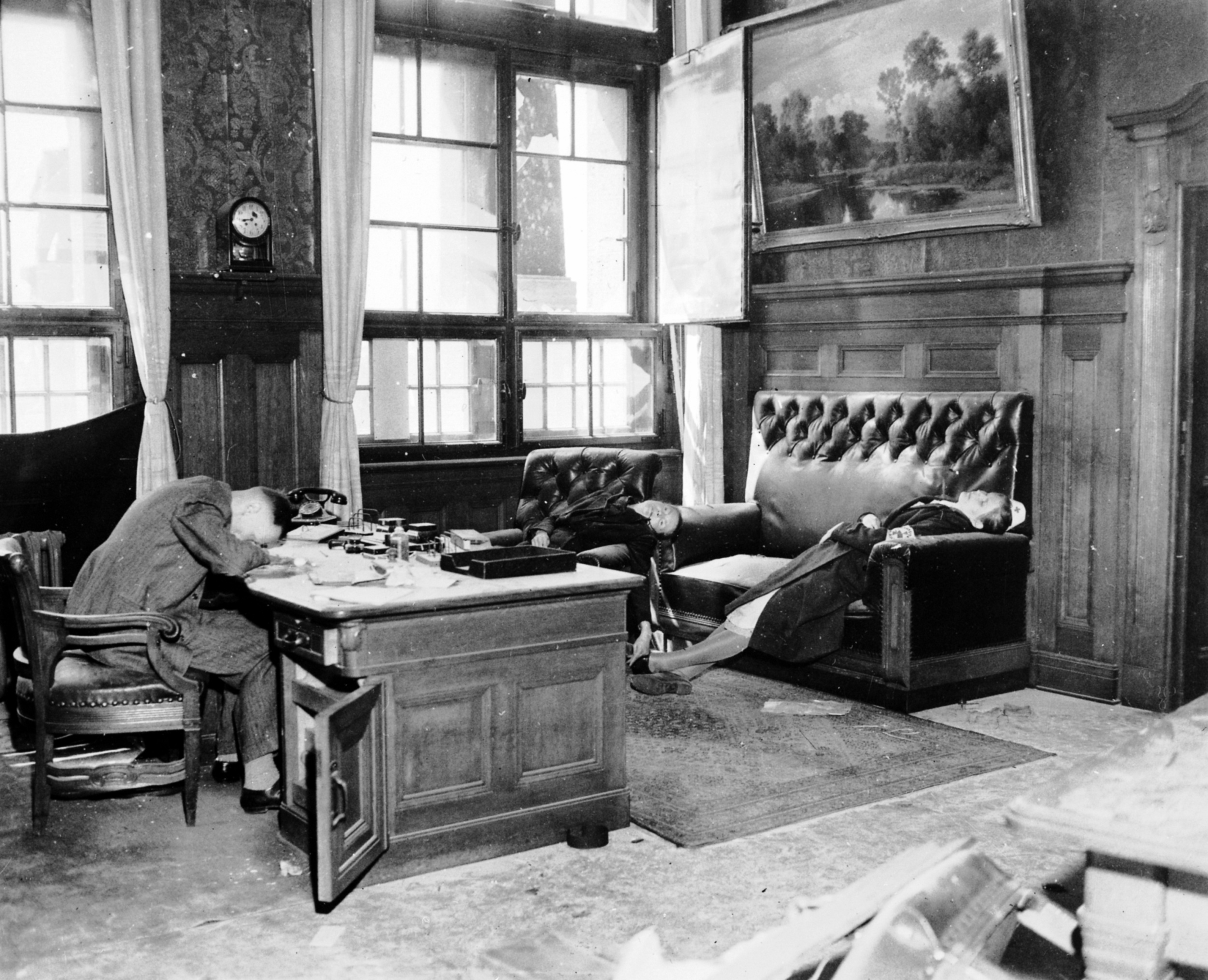
Il vicesindaco di Lipsia, sua moglie e sua figlia, che si suicidarono mentre le truppe americane stavano entrando in città il 20 aprile 1945

## Architettura
Il complesso edilizio, progettato nello stile dello storicismo e realizzato in calcare a conchiglia grigio chiaro della Meno Franconia, forma un pentagono irregolare su un'area di oltre 10.000 m². La torre sorge sulla base dell'antica torre Pleissenburg. Dal quarto piano, 250 gradini conducono al passaggio superiore della torre con possibilità di visione. Sulla facciata sud-ovest si trovano le cinque statue "Artigianato", "Giustizia", "Arte del libro", "Scienza" e "Musica" degli artisti Arthur Trebst, Johannes Hartmann, Adolf Lehnert, Josef Mágr e Hans Zeissig. L'orologio del municipio, che di notte è illuminato di blu, contiene l'iscrizione latina MORS CERTA, HORA INCERTA (La morte è certa, l'ora è incerta), in volgare "L'orologio è sicuro di essere sbagliato". La figura femminile del timpano sopra l'orologio simboleggia la verità. Il timpano ovest, invece, ha come soggetto la personificazione “Il segreto ufficiale” di Johannes Hartmann.

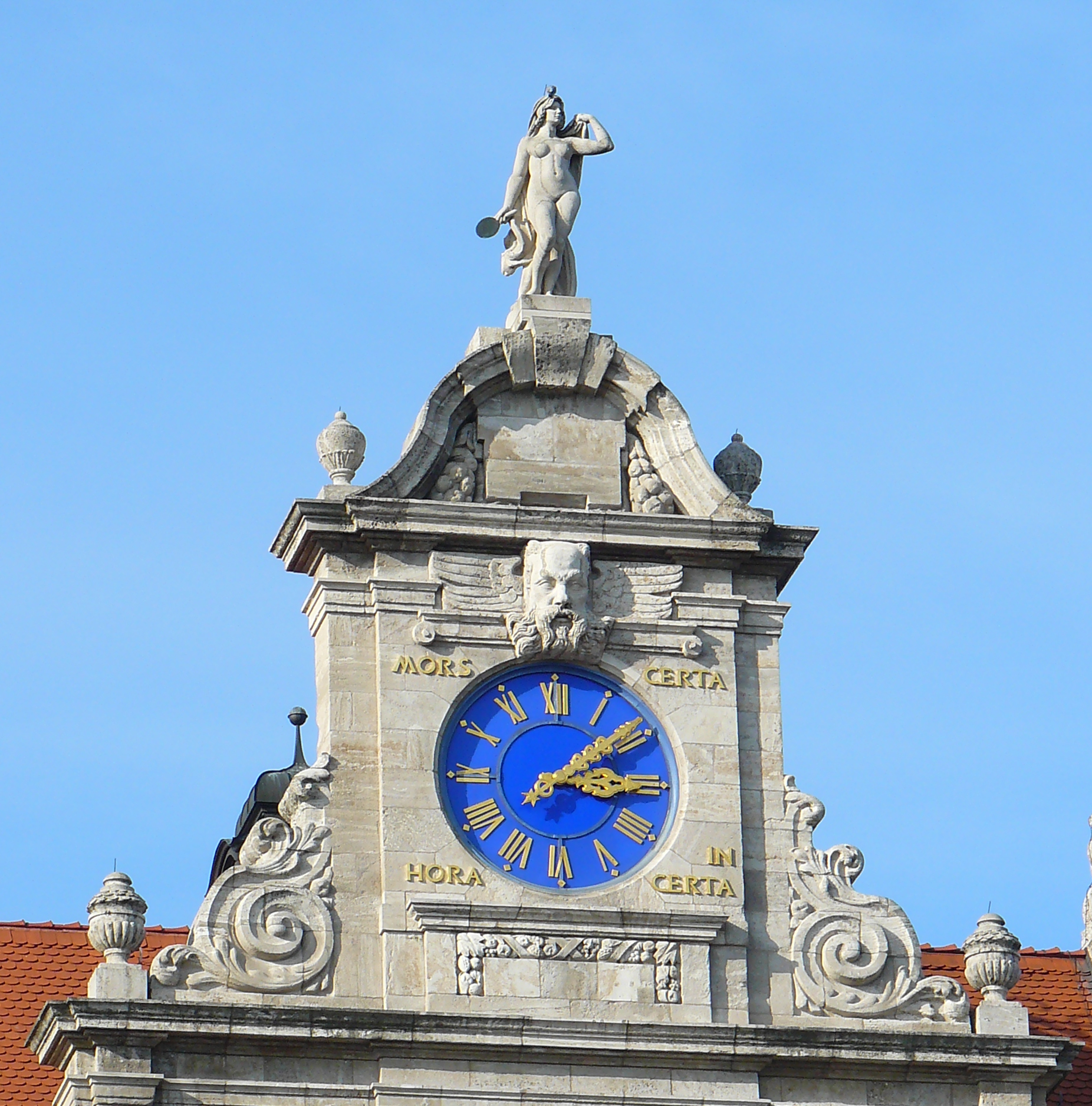
Orologio con figura timpano
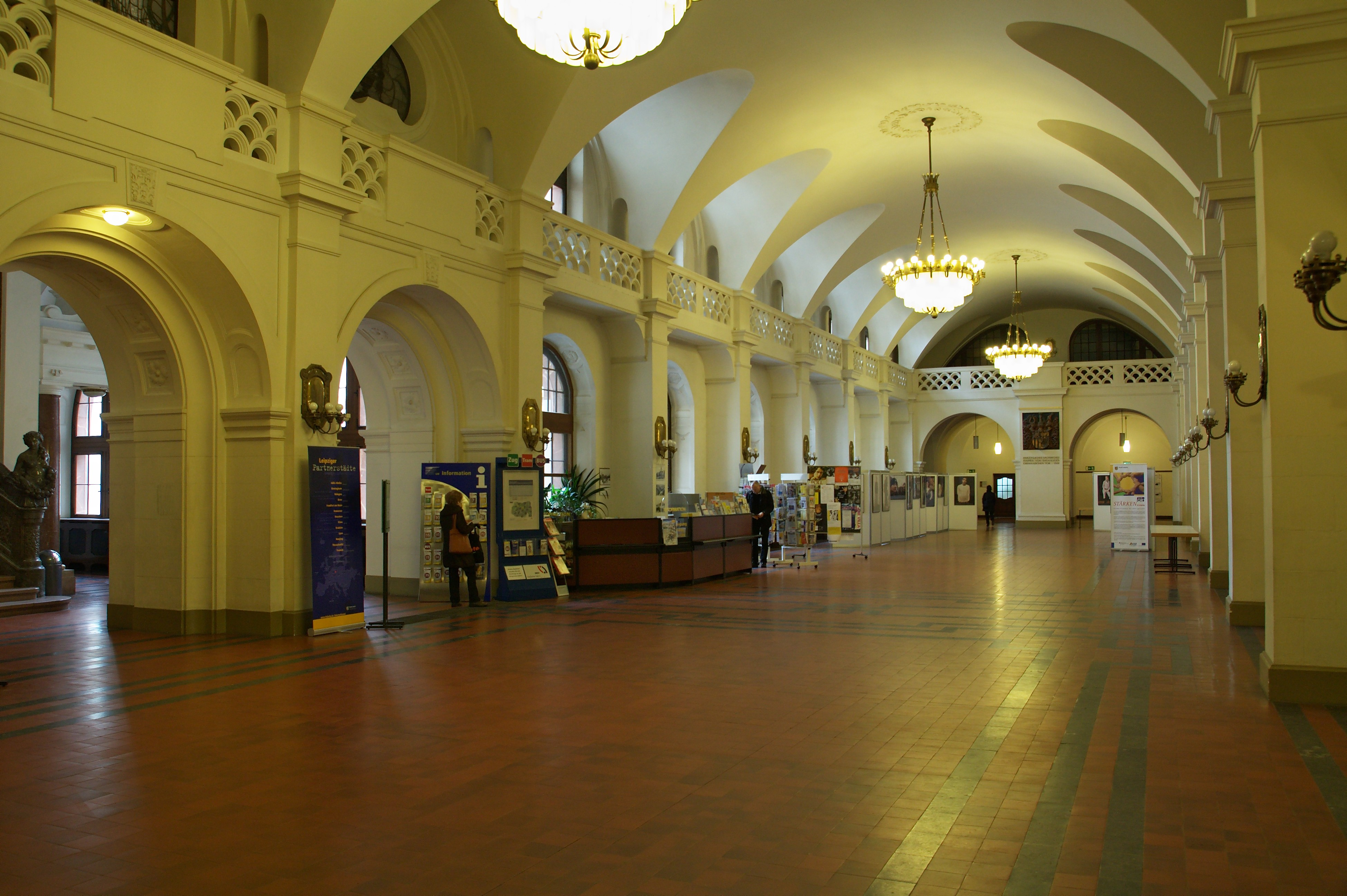
Sala d'ingresso
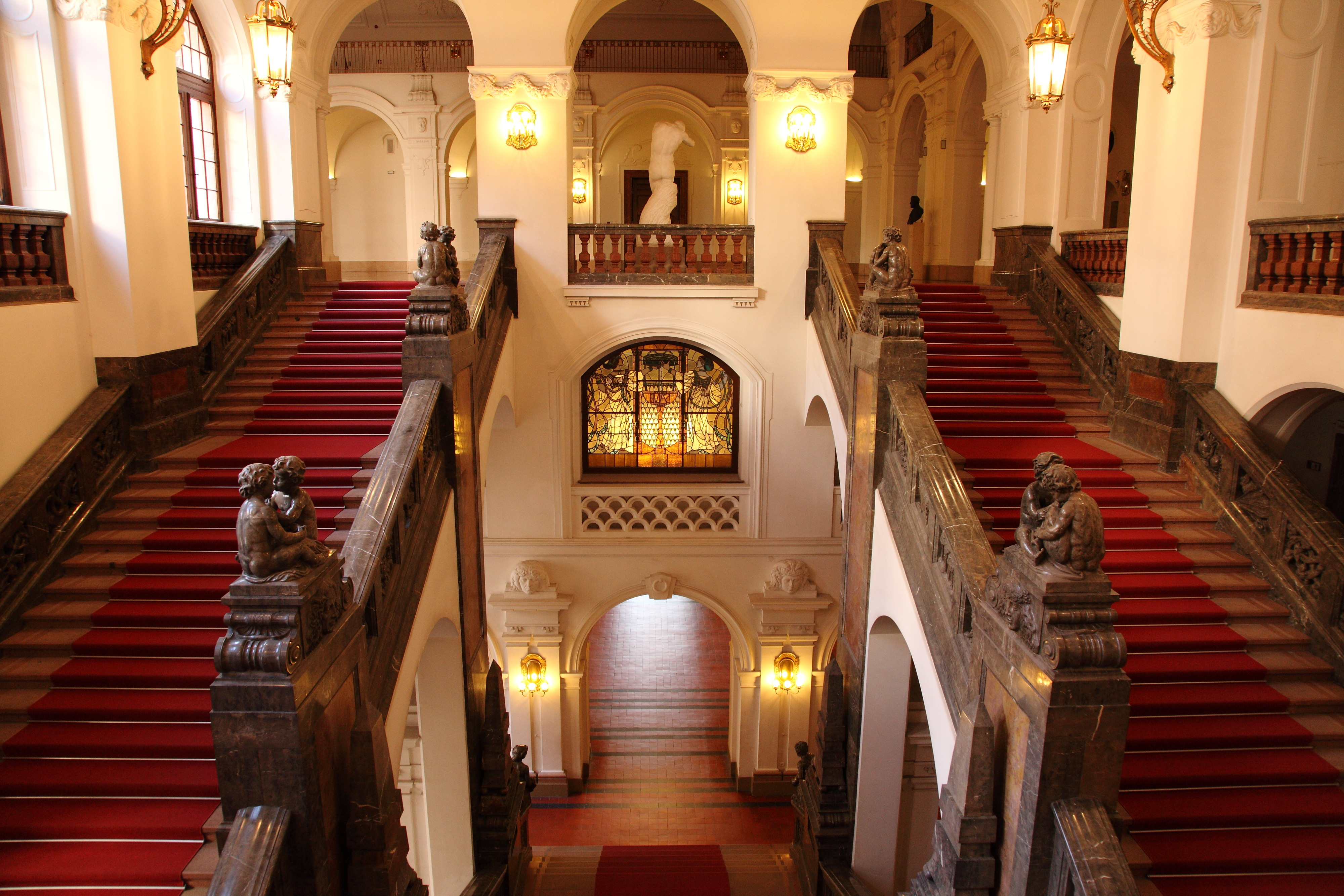
Scala (2012)
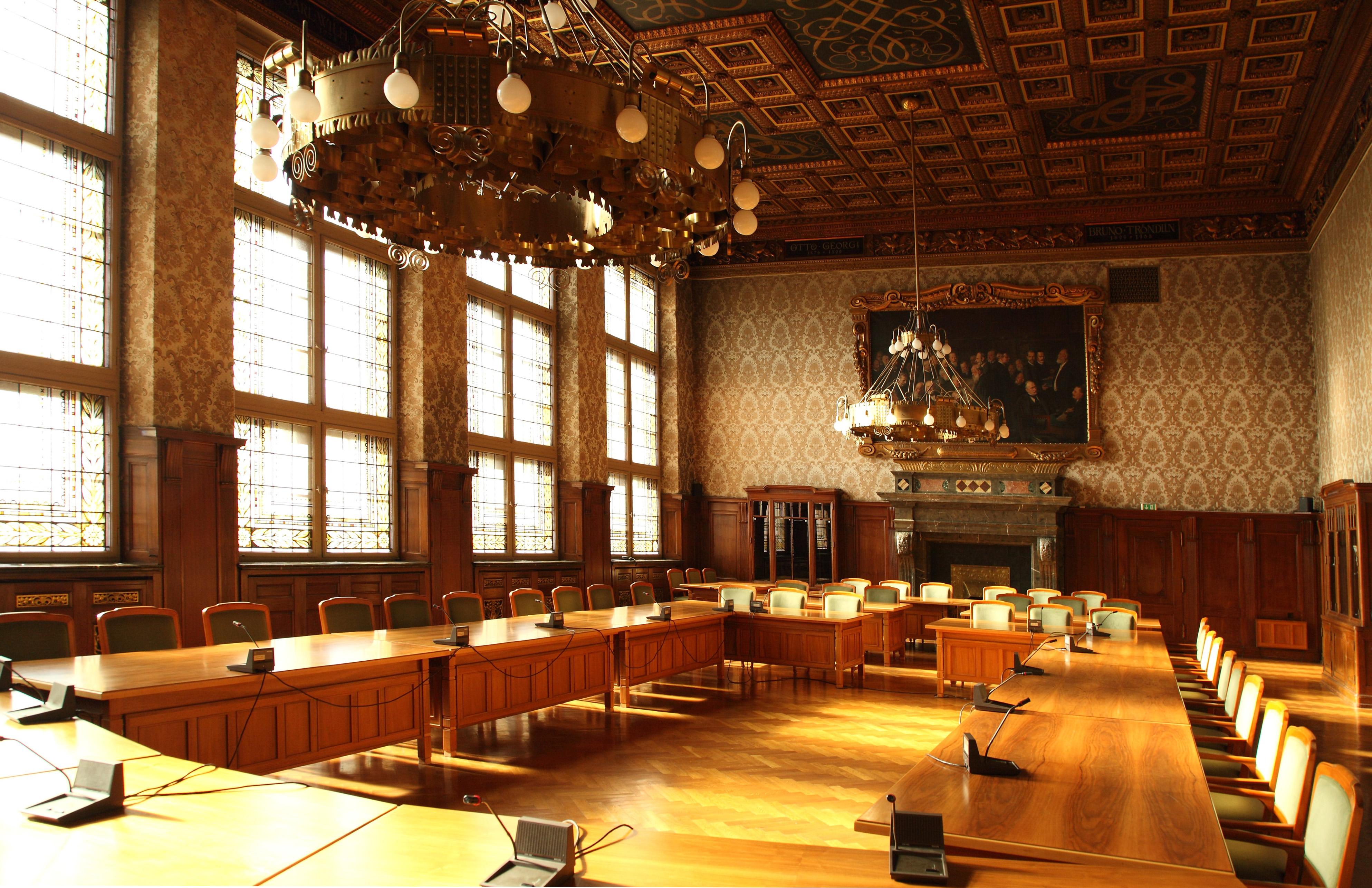
Sala Consiliare (2012)

## Monumento Goerdeler

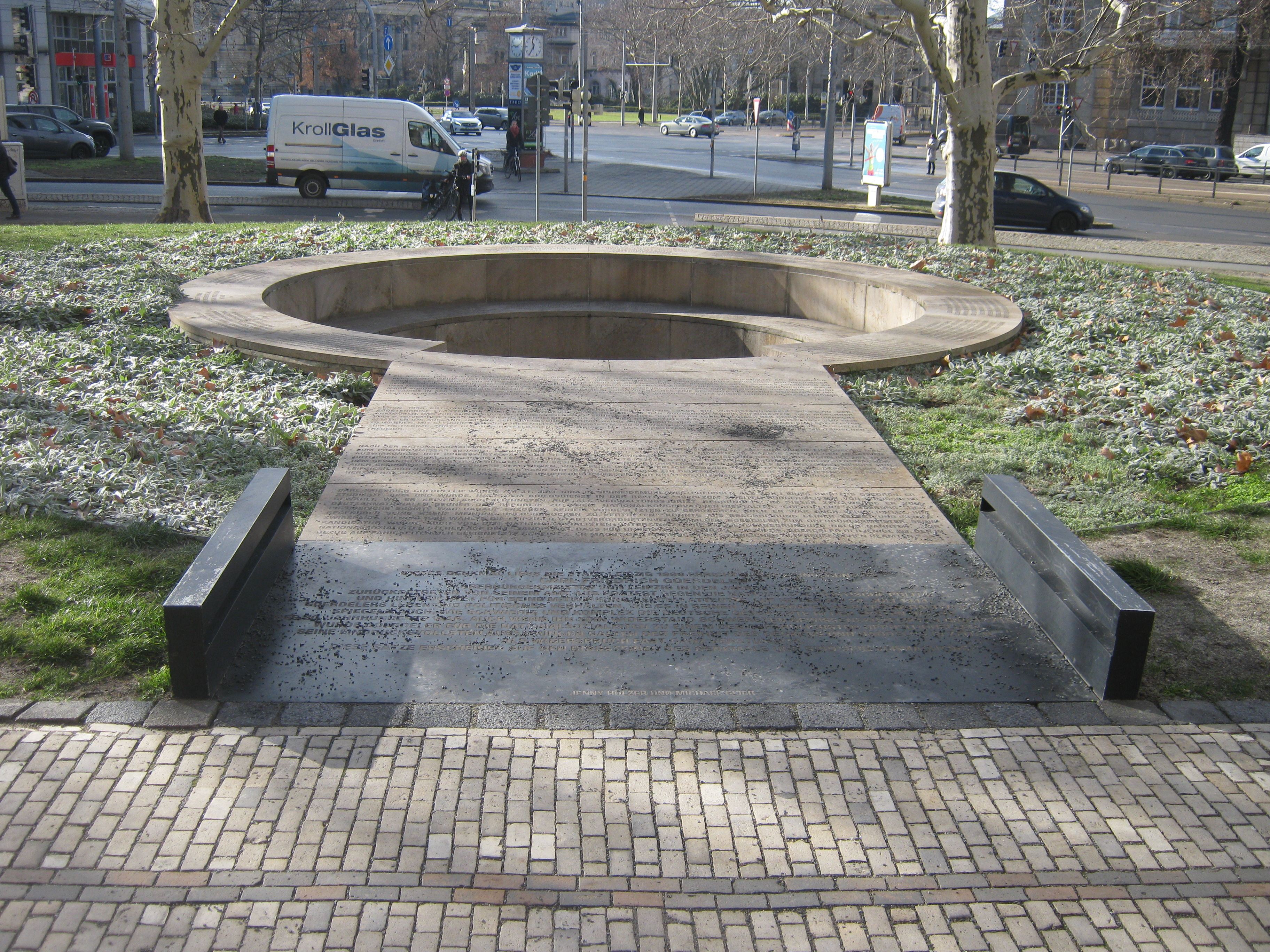
Monumento Goerdeler

All'estremità sud-occidentale del Municipio Nuovo si trova un monumento a Carl Friedrich Goerdeler, una delle forze trainanti della resistenza borghese contro il nazionalsocialismo e sindaco di Lipsia dal 1930 al 1937. È stato creato dai due artisti americani Jenny Holzer e Michael Glier e rilasciato al pubblico l'8 settembre 1999, cioè 55 anni dopo essere stato condannato a morte. Il memoriale è costituito da un pozzo della campana profondo cinque metri con un diametro di 2,75 metri. Vi è appesa una campana di bronzo. Citazioni da lettere, giornali e scritti di Carl Friedrich Goerdeler si trovano in ordine cronologico attorno al pozzo.

## Menzione nel cinema e nella letteratura
Il Municipio Nuovo ha un ruolo nel romanzo Herrn Lublins Laden di Samuel Agnon (1888–1970, Premio Nobel per la letteratura 1966). L'autore ha vissuto in Germania dal 1915 al 1924 ed è stato anche a Lipsia. Il Municipio Nuovo ha anche fatto da sfondo al thriller politico di Alfred Hitchcock The Torn Curtain (1966).